# Epuraea unicolor
Epuraea unicolor ist ein Käfer aus der Familie der Glanzkäfer (Nitidulidae). Manche Autoren halten die sehr ähnliche Art Epuraea biguttata als eine Form von E. unicolor. Epuraea unicolor wird der Untergattung Epuraea zugeordnet.

## Merkmale
Die Käfer werden 2,5–3,0 mm lang. Sie besitzen eine rotgelbe bis rotbraune Grundfärbung. Der Halsschildrand ist im hinteren Viertel am breitesten und nicht ganz gleichmäßig gerundet. Die Flügeldecken und der Halsschild weisen größere schattenartige Verdunkelungen auf.

## Verbreitung
Die Art ist in der Paläarktis verbreitet. In Europa ist die Art weit verbreitet. Im südlichen Mitteleuropa ist sie nach Epuraea aestiva die zweithäufigste Art der Gattung Epuraea. Ihr Vorkommen reicht bis nach Nordafrika, den Nahen Osten und in den Fernen Osten Russlands.

## Lebensweise
Die Larven ernähren sich insbesondere vom Zunderschwamm (Fomes fomentarius). Ferner werden als Nahrungsquellen fermentierte Pflanzensäfte von Spitzahorn, Hänge-Birke und Stieleiche genannt. Die Käfer beobachtet man insbesondere im März und April in Komposthaufen, an verschiedenen Blätterpilzen und Zunderschwämmen (Fomes), in morschem Holz und Mulm sowie in der Laubstreu.

## Taxonomie
In der Literatur finden sich folgende Synonyme:
- Epuraea x-rubrum J. Sahlberg, 1911
- Epuraea obsoleta (Fabricius, 1792)
- Nitidula unicolor Olivier, 1790
- Nitidula obsoleta Fabricius, 1792